# Kleszcz
Kleszcz – dawna osada młynarska, od 1953 w granicach miasta Piotrków Trybunalski. Leży we wschodniej części miasta, wzdłuż ulicy Kleszcz, po południowej stronie jeziora Bugaj.

## Historia
Dawniej samodzielna miejscowość, od 1867 w gminie Uszczyn w powiecie piotrkowskim w guberni piotrkowskiej. Od 1919 w woj. łódzkim. Tam 19 października 1933 utworzono gromadę o nazwie Wierzeje w gminie Uszczyn, składającej się ze wsi Wierzeje, osady młynarskiej Kleszcz i gajówki Uszczyn.
Podczas II wojny światowej gromadę Wierzeje włączono do Generalnego Gubernatorstwa (dystrykt radomski, powiat Petrikau), nadal w gminie Uszczyn. W 1943 roku liczba mieszkańców wynosiła 308.
Po wojnie ponownie w województwie łódzkim i powiecie piotrkowskim, nadal jako składowa gromady Wierzeje, jednej z 13 gromad gminy Uszczyn. 
12 września 1953 Kleszcz wyłączono z gminy Uszczyn, włączając go do Piotrkowa Trybunalskiego.